# Metangela ruebsaameni
Metangela ruebsaameni är en tvåvingeart som beskrevs av Lane 1947. Metangela ruebsaameni ingår i släktet Metangela och familjen sorgmyggor. Inga underarter finns listade i Catalogue of Life.